# Domino (canción de Genesis)
"Domino" es una canción escrita por la banda Genesis para su álbum Invisible Touch de 1986. La canción fue la sexta pista de dicho álbum. La música fue escrita por la banda, mientras que la letra fue escrita por el tecladista Tony Banks. La canción está dividida en dos partes: "In the Glow of the Night" y "The Last Domino".
Domino, aunque no fue lanzado como sencillo, alcanzó la posición 29 en los Mainstream Rock Tracks.
La primera mitad del tema, "In the Glow of the Night", fue lado B del sencillo "Tonight, Tonight, Tonight", mientras que la segunda parte, "The Last Domino", fue lado B de "Invisible Touch".
En un videoclip del DVD When In Rome 2007, titulado "Tony talks about his inspiration (En español "Tony habla acerca de su inspiración")", Tony Banks sostiene que su inspiración para la letra de la canción fue la Guerra del Líbano de 1982, que aún tenía lugar antes de la grabación de Invisible Touch. Banks colocó la acción en un cuarto de hotel en Beirut, minutos después de que una bomba empieza a caer sobre la ciudad.

## Comportamiento en las listas de éxitos
| Lista (1986)                | Posición más alta |
| --------------------------- | ----------------- |
| U.S. Mainstream Rock Tracks | 29                |

## Interpretaciones en vivo
Antes de que Genesis interpretara la canción en vivo, Phil Collins hablaba al público sobre el "Efecto dominó" (también conocido como "Pendiente resbaladiza") y lo demostraba sosteniendo que algo que le ocurriera a la gente de una sección del público podría afectar a la gente de otra sección (iluminándose vez tras vez cada sección mencionada).
Domino fue interpretada en vivo en las giras Invisible Touch, We Can't Dance, Calling All Stations (con Ray Wilson en la voz) y Turn It on Again.
Una versión en vivo aparece en sus álbumes The Way We Walk, Volume Two: The Longs y Live Over Europe 2007, así como en sus correspondientes DVD The Way We Walk - Live in Concert y When In Rome 2007 (en todos los casos llamada simplemente "Domino") y en el DVD Genesis Live At Wembley Stadium.

## Recepción de la crítica
En 2014, Stevie Chick de The Guardian consideró a "Domino" una de las diez mejores canciones de Genesis y tema sobresaliente del álbum Invisible Touch, describiéndola como "una fusión de todo lo que Genesis fue y en lo que se convirtió: una pieza épica de 11 minutos con múltiples partes interpretada con el ataque minimalista de 'Abacab', con la inovidable 'In the Glow of the Night' dando paso al grandilocuente himno synth-rock 'The Last Domino'".

## Músicos
- Tony Banks: teclados, bajo sintetizado en "The Last Domino"
- Phil Collins: voz, batería, caja rítmica
- Mike Rutherford: guitarras eléctricas, bajo en "In the Glow of the Night"